# Вундерлих, Клаудия
Клаудия Вундерлих (нем. Claudia Wunderlich; род. 16 февраля 1956, Хальберштадт, Саксония-Анхальт) — восточногерманская гандболистка, полевой игрок. Бронзовый призёр летних Олимпийских игр 1980 года, чемпионка мира 1978 года.

## Биография
Клаудия Вундерлих родилась 16 февраля 1956 года в восточногерманском городе Хальберштадт (сейчас в Германии).
Играла в гандбол за «Магдебург». В его составе в 1981 году стала чемпионкой ГДР.
В 1978 году в составе женской сборной ГДР завоевала золотую медаль чемпионата мира в Чехословакии.
В 1980 году вошла в состав женской сборной ГДР по гандболу на летних Олимпийских играх в Москве и завоевала бронзовую медаль. Играла в поле, провела 4 матча, забросила 4 мяча (2 в ворота сборной Венгрии, по одному — Чехословакии и Югославии).
В течение карьеры провела за женскую сборную ГДР 149 матчей, забросила 233 мяча.
В 1979 году была награждена бронзовым орденом «За заслуги перед Отечеством», в 1984 году — серебряным.